# بابلو أوغوستو كارفاليو
بابلو أوغوستو كارفاليو (19 أبريل 1996 في البرازيل – )؛ هو لاعب كرة قدم كان يلعب كمهاجم.

## وصلات خارجية
- بابلو أوغوستو كارفاليو على موقع رابطة كرة القدم اليابانية للمحترفين (اليابانية)
- بابلو أوغوستو كارفاليو على موقع قاعدة بيانات كرة القدم.إي يو (الإنجليزية)
- بابلو أوغوستو كارفاليو على موقع Soccerway.com (الإنجليزية)